# تشوي هو-جونغ
تشوي هو-جونغ (الكورية: 최호정) هو لاعب كرة قدم كوري جنوبي في مركز الهجوم، ولد في 8 ديسمبر 1989 في كوريا الجنوبية. لعب مع نادي سونغنام.

## وصلات خارجية
- تشوي هو-جونغ على موقع دوري كوريا الجنوبية (الإنجليزية)
- تشوي هو-جونغ على موقع قاعدة بيانات كرة القدم.إي يو (الإنجليزية)
- تشوي هو-جونغ على موقع Soccerway.com (الإنجليزية)